# Martin Schretzenmayr
Martin Schretzenmayr (* 17. September 1920 in Lenggries; † 11. November 1991 in Kurort Hartha) war ein deutscher Botaniker.

## Leben
Schretzenmayr lehrte an der Universität Jena und wirkte als Professor für Botanik und Naturschutz an der Forstlichen Hochschule Tharandt, die der Technischen Hochschule Dresden angegliedert ist.
Für seine forstliche Pollenanalyse wurde er 1992 (posthum) mit der „Heinrich Cotta“-Medaille ausgezeichnet.